# Sismología

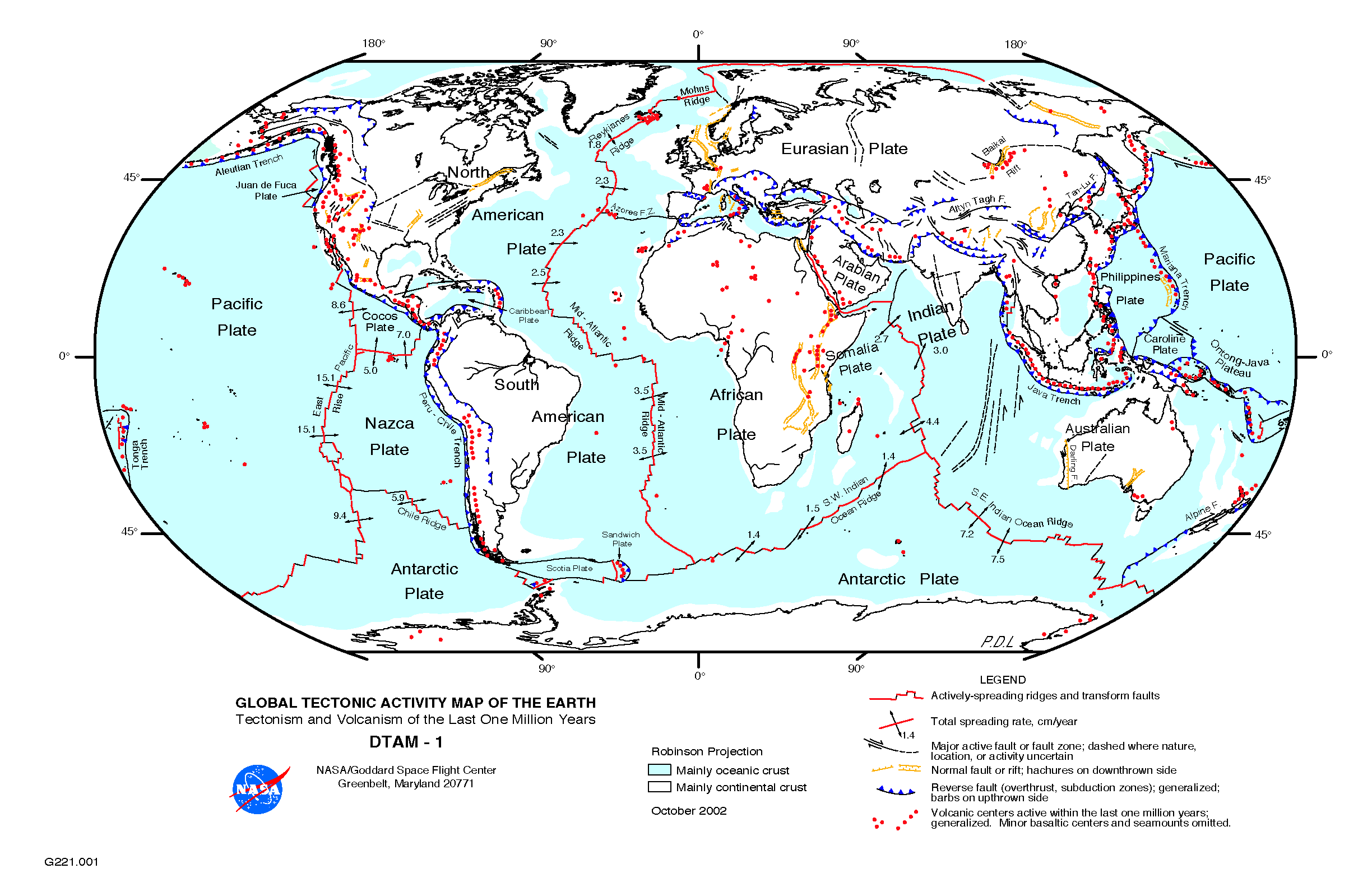
Mapa de la actividad tectónica global.

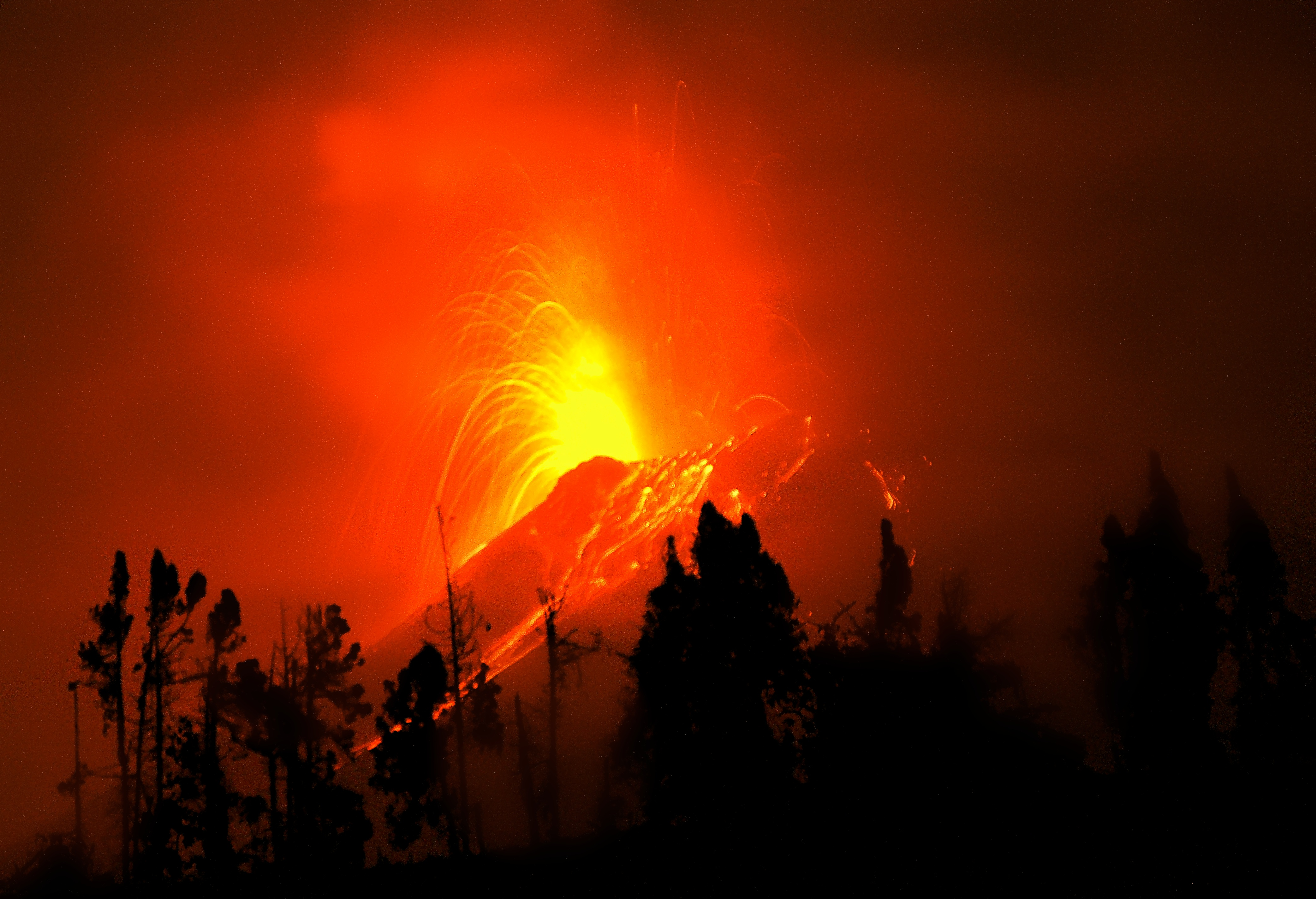
Volcán Tungurahua 2011 (aún activo), julio de 2015. El Instituto Geofísico, EPN monitorea actividad Volcán Tungurahua.

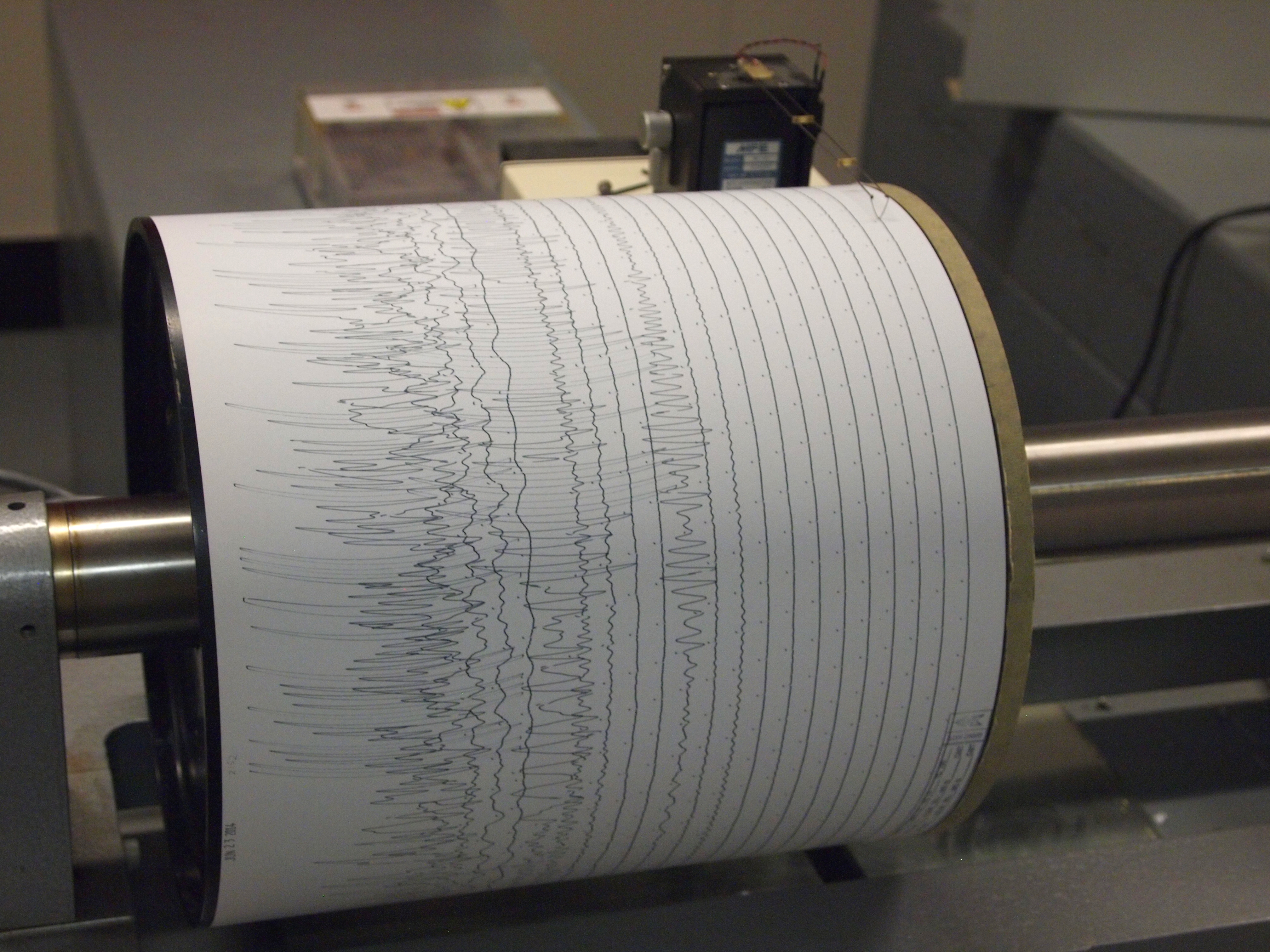
Sismograma.

La sismología o seismología (del griego σεισμός (seismós) que significa "sismo" y λογία (logia), "estudio de") es una rama de la geofísica que se encarga del estudio de terremotos y la propagación de las ondas elásticas (sísmicas) que se generan en el interior y la superficie de la Tierra, asimismo de las placas tectónicas. Estudiar la propagación de las ondas sísmicas incluye la determinación del hipocentro (o foco), la localización del sismo y el tiempo que este haya durado. Un fenómeno que también es de interés es el proceso de ruptura de rocas, ya que este es causante de la liberación de ondas sísmicas.
Sus principales objetivos son: 
- El estudio de la propagación de las ondas sísmicas por el interior de la Tierra a fin de conocer su estructura interna;
- El estudio de las causas que dan origen a los temblores;
- La prevención del daño sísmico;
- Alertar a la sociedad sobre los posibles daños en la región determinada.

La sismología incluye, entre otros fenómenos, el estudio de maremotos y marejadas asociadas (tsunamis) y vibraciones previas a erupciones volcánicas. En general los terremotos se originan en los límites de placas tectónicas y son producto de la acumulación de tensiones por interacciones entre dos o más placas. Las placas tectónicas (placas litosféricas) son una unidad estructural rígida, con un espesor de 100 km aproximadamente, que constituye la capa esférica superficial de la tierra, según la teoría de la tectónica de placas (esta teoría explica la particularísima distribución, en zonas alargadas y estrechas, de terremotos, volcanes y cordilleras; así mismo, la causa de la deriva continental).
La interpretación de los sismogramas que se registran al paso de las ondas sísmicas permiten estudiar el interior de la tierra. Existen 3 tipos de ondas sísmicas. Las ondas P y L (son las productoras de Tsunamis)  se propagan a través del globo, y las primeras, longitudinales y de comprensión-descomprensión, lo hacen en todos los medios. Las ondas S, transversales a la dirección en que se propagan, solo se transmiten en medios sólidos.

## Tipos de onda sísmica

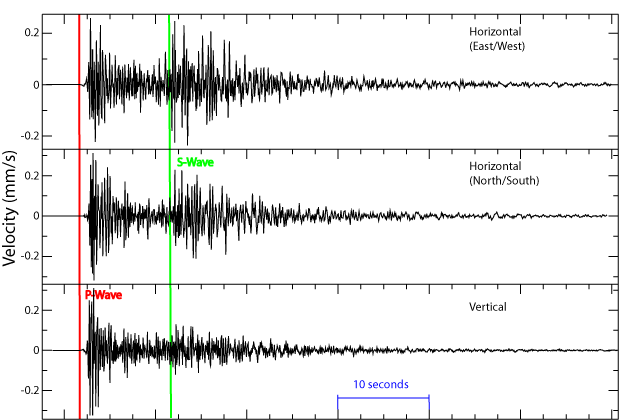
Registros sísmicos que muestran los tres componentes del movimiento del suelo. La línea roja marca la primera llegada de las ondas P; la línea verde, la llegada posterior de las ondas S.

## Terremotos

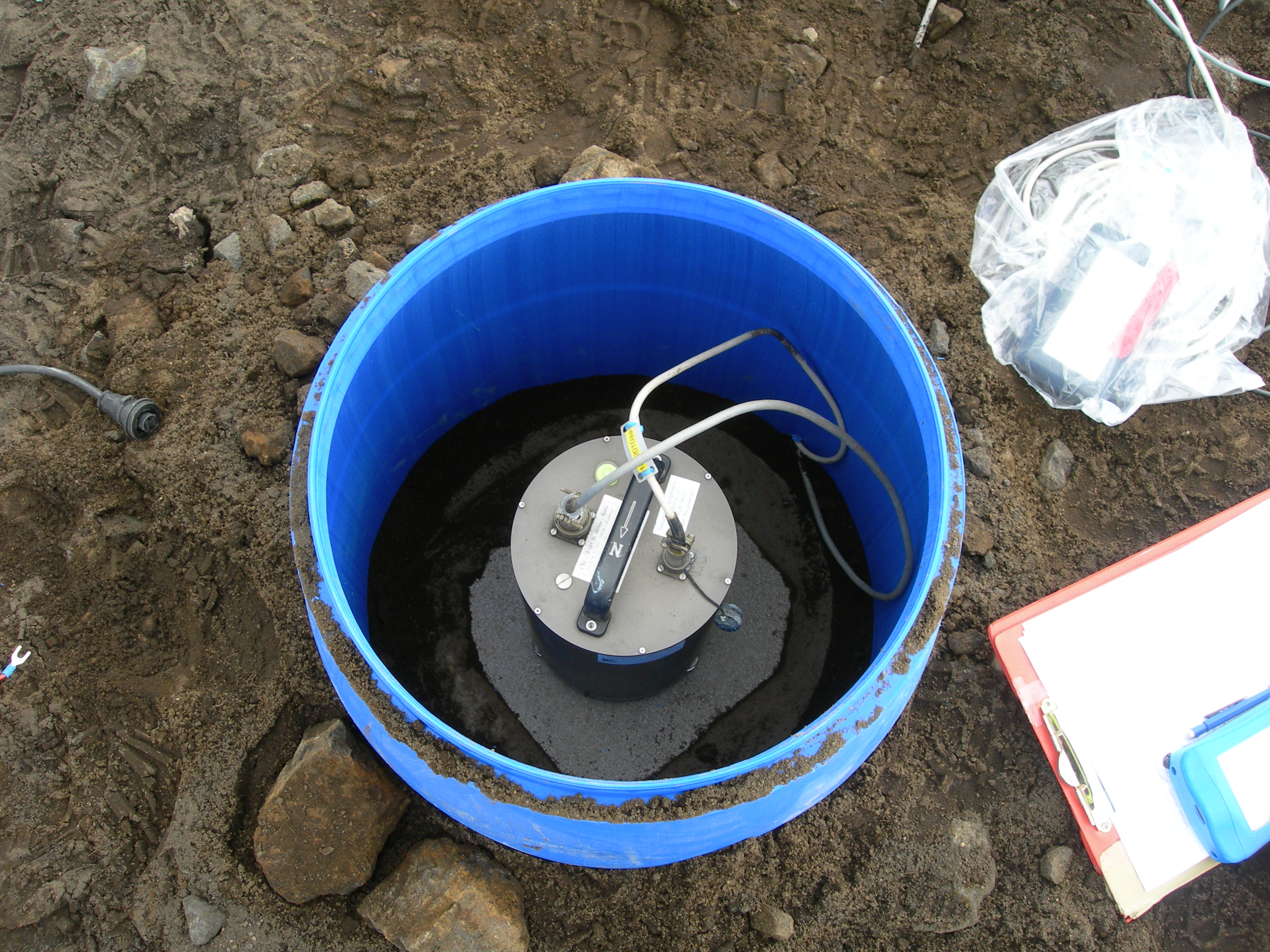
Instalación de una estación sísmica temporal, norte de Islandia

## Mapeo del interior de la Tierra

Velocidades sísmicas y límites en el interior de la Tierra muestreados por ondas sísmicas

## Historia de la sismología
El estudio de los terremotos (o seísmos o sismos) es tan antiguo como la humanidad misma. Hay registros escritos en China de hace 3000 años, en los que se describe el impacto de las sacudidas sísmicas tal como las percibimos hoy en día. Registros japoneses y de Europa oriental con 1600 años de antigüedad también describen en detalle los efectos de los terremotos sobre la población. En América central y América del norte se cuenta con códices mayas y aztecas, que se refieren a este fenómeno natural. En América del Sur se produjo el florecimiento de diversas civilizaciones y culturas que tuvieron conocimiento de los terremotos debido al tipo de arquitectura sismorresistente presente desde la Civilización caral con el uso de shicras, hasta la época de los incas que usaban una estructura trapezoidal en sus construcciones. También existen documentos de la época colonial (Archivos de Indias) que detallaron los principales eventos que afectaron regiones americanas.
El interés académico por los terremotos también se remonta a tiempos antiguos. Las primeras especulaciones sobre sus causas naturales se atribuyen a Tales de Mileto (ca. 585 a. C.), Anaximenes de Mileto (ca. 550 a. C.), Aristóteles (ca. 340 a. C.) y a Zhang Heng, perteneciente a la dinastía china Han, que en 132 a. C. diseñó el primer sismógrafo conocido.
En 1664, Athanasius Kircher propuso que los terremotos serían causados por el movimiento del fuego dentro de un sistema de canales que existiría dentro de la Tierra. En 1703, Martin Lister (1638-1712) y Nicolás Lemery (1645-1715) propusieron que los terremotos serían causados por explosiones químicas dentro de la Tierra.
El terremoto de Lisboa de 1755, que coincidió con el florecimiento general de la ciencia en Europa, disparó el interés científico por comprender el comportamiento y la causa de los terremotos. En esa época se cuenta con las aportaciones de John Bevis (1757) y sobre todo de John Michell (1761), que determinó que los terremotos eran ondas de movimiento causadas por «masas de roca que se mueven millas por debajo de la superficie» de la Tierra.
A partir de 1857, Robert Mallet fundó la sismología instrumental y llevó a cabo experimentos sismológicos utilizando explosivos. También fue el responsable de acuñar la palabra «sismología» (seismology).
En 1897 los cálculos teóricos de Emil Wiechert predijeron de que la estructura interna de la Tierra estaría conformada por un manto rico en silicatos que rodeaba a un núcleo rico en hierro.
En 1906 Richard Dixon Oldham identificó el arribo separado de las ondas P, las ondas S y las  ondas de superficie en los sismogramas, y además encontró una evidencia clara de que la Tierra tiene un núcleo central de una composición que le es propia.
En 1910, después de estudiar el terremoto de San Francisco de 1906, Harry Fielding Reid elaboró la teoría del «rebote elástico», que sigue siendo la base de los modernos estudios tectónicos. Los avances que entonces se habían producido tanto en matemática como en física (en el comportamiento elástico de los materiales) fueron los que propiciaron el desarrollo de la teoría del rebote elástico de Reid.
En 1926, Harold Jeffreys fue el primero en descubrir, basándose en su estudio sobre las ondas sísmicas, que el núcleo de la Tierra está en estado líquido. Y en 1937, la matemática y sismóloga danesa Inge Lehmann determinó que dentro de ese núcleo líquido había un núcleo interno que era sólido, mientras que el núcleo externo sí era líquido.